# Naumburger Messe

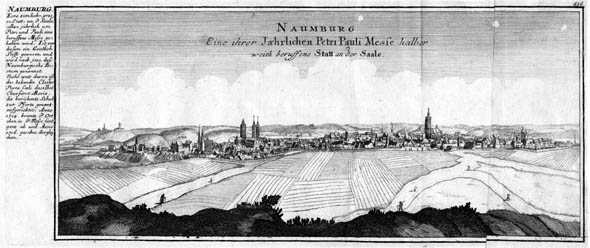
Ansicht von Naumburg aus dem Jahr 1718 mit Erwähnung der Petri-und-Pauli-Messe

Die Naumburger Messe, eigentlich Peter-Pauls-Messe, war eine Handelsmesse des Mittelalters in der Stadt Naumburg (Saale). Bekannt wurden die Handelstage als „Peter-Pauls-Messe“, wurden jedoch bis ins 17. Jahrhundert laut städtischer Schriften als „Jahrmarkt“ tituliert. Der Begriff „Messe“ setzte sich erst später durch.
Ihren Namen hat die Messe von den beiden Schutzheiligen der Stadt, Peter und Paul. Die „Petri-Pauli-Messe“ (Originaltitel) existierte von 1278 bis ins frühe 19. Jahrhundert.
Die Messe gehört zu den ältesten und bedeutendsten Messen Mitteldeutschlands, sie nahm im thüringisch-sächsischen Wirtschaftsleben einen führenden Platz ein und hatte überregionale Bedeutung. Die unterschiedlichsten Handelswaren wurden feilgeboten, unter anderem Tuche, Stoffe, Pelze, Garn, vor allem auch Fische (besonders Stockfisch aus Schlesien), Getreide, Hopfen, Waid (bis es vom Indigo abgelöst wurde), Wein und Bier.
Der frühe Reichtum der Handelsstadt gründete sich vor allem auf einen kaiserlichen Schutzbrief, der die Naumburger Kaufleute seit 1374 im gesamten Reich vor Unbotmäßigkeiten bewahrte und deren Anreise mit Schutz gewährten, gar die Wege in die Stadt ausbesserten und ausbauten. Begünstigt wurde die Messe in Naumburg aber auch durch die geographische Lage der Stadt. So lag Naumburg an den beiden Handelsstraßen Königsweg, der von Frankfurt am Main kam und Frankenweg (Halle (Saale)-Nürnberg), welche sich am heutigen Marktplatz kreuzten.
Im Jahre 1396 war die Naumburger Messe wegen des gestiegenen Platzbedarfs Begründung für den Neubau des Rathauses.
Für eine kurze Zeit von 1432 bis 1433 war Naumburg sogar Hansestadt. 1514 erhielt Naumburg offiziell das Messprivileg von Kaiser Maximilian I. Bis ins 18. Jahrhundert konkurrierte die Naumburger Messe mit der Leipziger Messe, konnte sich aber nicht im Geringsten gegen die inzwischen weit größere Stadt Leipzig durchsetzen. Leipzig erhielt 1667 das Messprivileg. Nach über 150 Jahren wurde der Streit der Städte durch den – eher unfreiwilligen – Verzicht Naumburgs (zugunsten von Leipzig) auf die von Kaiser Maximilian genehmigten Sexagesima-Markt beigelegt. Naumburg erhielt als Ausgleich das Recht, einen Land- und Jahrmarkt abzuhalten.
Heutzutage wird unter dem Namen Peter-Pauls-Messe jährlich am letzten Juni-Sonntag eine Handwerks- und Handelsmesse veranstaltet, auf der sich anlässlich des Kirschfestes regionales historisches Handwerk wie Bürstenmacher, Steinmetze, Drucker oder Schmiede vorstellten.